# Bar Cenisio
Bar Cenisio is een plaats (frazione) in de Italiaanse gemeente Venaus.